# David Ejoke
David Ejoke (ur. 8 listopada 1939 w Umukwata w stanie Delta) – nigeryjski lekkoatleta, sprinter, dwukrotny olimpijczyk.

## Kariera sportowa
Na igrzyskach olimpijskich w 1964 w Tokio odpadł w eliminacjach biegu na 200  metrów. Zdobył brązowy medal w tej konkurencji na igrzyskach afrykańskich w 1965 w Brazzaville. Na igrzyskach Imperium Brytyjskiego i Wspólnoty Brytyjskiej w 1966 w Kingston zdobył brązowy medal w biegu na 220 jardów (przegrywając tylko ze Stanleyem Alloteyem z Ghany i Edwinem Robertsem z Trynidadu i Tobago), zajął 4. miejsce w biegu na 100 jardów i 6. miejsca w sztafetach 4 × 110 jardów i 4 × 440 jardów. Odpadł w ćwierćfinale biegu na 200 metrów i eliminacjach sztafety 4 × 400 metrów na igrzyskach olimpijskich w 1968 w Meksyku.

## Rekordy życiowe
Rekordy życiowe Davida Ejoke:
- bieg na 100 jardów – 9,4 s (17 marca 1962, Port Harcourt)
- bieg na 200 metrów – 20,7 s (9 kwietnia 1965, Lagos)